# Michele Gazzarri
Michele Gazzarri (Milano, 9 agosto 1932 – Milano, 13 novembre 2019) è stato un fumettista italiano. Fu autore di storie a fumetti della Disney per oltre un ventennio; fra quelle più famose, Sandopaper e la perla di Labuan, più volte ristampata in diverse edizioni.

## Biografia
Dopo il liceo scientifico lavorò per qualche anno per la casa editrice Bompiani. Contemporaneamente esordì nel 1955 come autore di fumetti scrivendo sceneggiature per le serie Volpetto, Soldino e Felix edite da Renato Bianconi. Nel 1963 entra nello staff di autori di storie Disney della Mondadori scrivendo sceneggiature per oltre venti anni, fino al 1987; negli anni sessanta collaborò anche con altri editori di fumetti scrivendo sceneggiature per le serie a fumetti di genere nero Diabolik della Astorina, Zakimort e Horror della Sansoni; scrisse storie a fumetti di diverso genere anche per le riviste Intrepido e Il Monello della Editrice Universo e per  il Giornalino; continuò in questo periodo anche la collaborazione con la Bianconi; negli anni settanta collaborò anche con la rivista Corriere dei Piccoli e Lanciostory. Scrisse sceneggiature anche per la rivista di fumetti tedesca Fix und Foxi. Dalla fine degli anni ottanta smise di occuparsi di fumetti per collaborare principalmente con riviste di enigmistica.

## Riconoscimenti
- Gran Guinigi al Salone Internazionale dei Comics (1969)